# گسل دامغان
گسل دامغان از ۱۰ کیلومتری شمال دامغان می‌گذرد و با برش نهشته‌های کواترنری، نشان‌دهنده یک گسل کواترنری است. درازای این گسل حدود ۱۰۰ کیلومتر برآورد می‌شود و از دو بخش بنیادی شرقی و غربی ساخته شده‌است. بخش شرقی (از شمال دامغان تا ده‌ملا) به طول ۵۳ کیلومتر، گاهی از میان کنگلومرای چین‌خورده نئوژن پسین و مخروط افکنه کهن و جوان کواترنر و گاهی در میان سیلت‌های رسی کواترنری است و بلوک جنوبی آن پایین‌افتادگی دارد. در بخش غربی گسل دامغان، (از شمال دامغان تا گردنه آهوان)، بلوک شمالی فروافتاده و بلوک جنوبی معرف نوعی گسل فشاری با شیب به سمت جنوب است.

## لرزه‌خیزی
هیچ‌گونه داده لرزه‌خیزی از گسل دامغان در دسترس نیست. امکان دارد زمین‌لرزه‌های ۲۲ دسامبر ۸۵۶ میلادی قومس و زمین‌لرزه ۹ ژانویه ۱۹۸۲ نتیجه جنبش گسل دامغان باشد.